# Infermedica
Infermedica – polska firma medyczno-technologiczna, która tworzy rozwiązania z wykorzystaniem sztucznej inteligencji (AI) ułatwiające wstępną ocenę objawów oraz kierowanie ruchem pacjentów (tzw. triage) w formie prostego wywiadu medycznego dostępnego przez różne kanały. np.: aplikacji mobilnej, platformy internetowej, chatbota oraz API. Została założona w 2012 roku we Wrocławiu i działa w modelu B2B, obsługując głównie systemy ochrony zdrowia, firmy ubezpieczeniowe, szpitale, firmy telemedyczne oraz informatyczne. Spółka opracowała aplikację Symptomate (w Polsce wcześniej znaną pod nazwą Doktor-Medi), która przedstawia najbardziej prawdopodobne jednostki chorobowe, powiązane ze wskazanymi objawami, oraz informuje, do jakiego lekarza specjalisty należy się udać.

## Rozwiązania
W ofercie firmy znajdują się trzy główne produkty:
- Infermedica Triage - wcześniej Symptom Checker - rozwiązanie do wstępnej oceny objawów, triażu, oraz rekomendacji poziomu opieki medycznej
- Infermedica Intake - wcześniej Intake Form - rozwiązanie do zebrania historii medycznej pacjenta oraz lepszego przygotowania go do konsultacji medycznej
- Infermedica API - dostęp do technologii Infermedica przez API, pozwalające na konstruowanie innych rozwiązań wykorzystujących silnik oraz bazę wiedzy medycznej Infermedica

Dzięki dostarczonym przez pacjenta informacjom, silnik AI podaje listę najbardziej prawdopodobnych chorób oraz rekomenduje odpowiednią ścieżkę postępowania, jak np.: telekonsultacja z lekarzem, pozostanie w domu, czy udanie się na SOR w razie niepokojących objawów. Pozwala to nie tylko na podjęcie optymalnej i bezpiecznej dla pacjenta decyzji, ale również umożliwia ograniczenie kosztów operacyjnych dla dostawców usług medycznych.
Infermedica szacuje, że ponad 40% osób nie wie jakiego poziomu opieki potrzebuje. Oferowany przez firmę silnik analizujący objawy zapobiega niepotrzebnym wizytom, które nie wymagają kontaktu z lekarzem, lub proponuje zamianę wizyty na telekonsultacje.
W sklepach Google Play i App Store dostępna jest bezpłatna i anonimowa aplikacja dla pacjentów – Symptomate, prezentująca możliwości technologii Infermedica.
Produkt posiada certyfikację CE Medical Device class I.

## Technologia
Technologia opiera się na działaniu silnika analizującego objawy. Po wprowadzeniu objawów i czynników ryzyka pacjenta, algorytm statystyczny przetwarza dane z wykorzystaniem zgromadzonej bazy wiedzy i oblicza prawdopodobieństwo wystąpienia danej choroby.
Baza wiedzy jest rozwijana i nadzorowana przez lekarzy – obecnie zawiera ponad 840 chorób oraz 1600 objawów. Firma zatrudnia ponad 200 osób, głównie inżynierów, specjalistów od data science oraz około 50 lekarzy, a jej rozwiązania są dostępne w 24 językach, m.in. chińskim i arabskim.
Powołując się na wewnętrzne badania firmy, silnik AI uzyskuje wynik 94% trafności rezultatów w testach walidacyjnych opartych na rzeczywistych przypadkach medycznych opracowanych przez The British Medical Journal, The New England Journal of Medicine, The Journal of the American Medical Association i innych.

## Scenariusze użycia
Rozwiązania zaprojektowane przez Infermedica wykorzystywane są przez firmy działające w obszarze ochrony zdrowia, m.in.: Allianz Worldwide Partners, PZU Zdrowie, Dôvera, Médis, Everyday Health, jak również uniwersytety i szpitale w Europie, USA i Azji.
Infermedica zakłada kilka scenariuszy wykorzystania swoich produktów. Jednym z nich jest wstępna ocena objawów pacjenta i rekomendacja odpowiednich usług medycznych. System zbiera wstępny wywiad chorobowy i przekierowuje pacjenta we właściwe miejsce: do lekarza pierwszego kontaktu, konkretnego specjalisty, na SOR lub na telekonsultację. Innym scenariuszem jest wsparcie w kierowaniu i zarządzaniu ruchem pacjentów, do czego wykorzystuje produkty firmy PZU Zdrowie. Dostarczone rozwiązanie prowadzi pacjenta przez serię pytań wzorowanych na wywiadzie lekarskim, a na koniec podpowiada, czy przypadek wymaga pilnej interwencji, czy warto zgłosić się na konsultację oraz czy należy wykonać dodatkowe badania.
Z rozwiązań oferowanych przez Infermedica skorzystało dotąd ponad 14 milionów pacjentów.

## COVID-19
W 2020 roku Infermedica, we współpracy z zespołem ChatBot, stworzyła internetowy test oceny ryzyka zarażenia koronawirusem SARS-CoV-2, w formie krótkiego wywiadu dotyczącego objawów oraz kontaktu z osobami zainfekowanymi. Analiza odpowiedzi podpowiadała użytkownikom, jak reagować, gdy pojawią się objawy chorobowe, a weryfikacja następuje na podstawie wytycznych WHO. Chęć wdrożenia testu wyraziły takie instytucje jak: Centrum Medyczne Medicover, Gdzie Po Lek, PZU Zdrowie czy słowacka Dôvera.
Obecnie objawy COVID-19 są częścią głównej bazy medycznej Infermedica. 

## Finansowanie
Spółka została założona w ramach projektu „Akcelerator EIT+ dla spółek innowacyjnych o hybrydowym profilu branżowym”. Z czasem EIT+ sprzedał swoje udziały funduszom: Unfold.vc (wtedy funkcjonującemu pod nazwą Venture Incubator), który przejął strategiczny pakiet udziałów, oraz Innovation Nest. Spółka pozyskała finansowanie także od RTA Ventures.
W czerwcu 2019 roku spółka pozyskała 14 mln zł (3,65 mln dolarów) w rundzie seed, której przewodził estoński fundusz Karma Ventures. Pozostali inwestorzy to: amerykański Dreamit Ventures, niemiecki koncern mediowy Müller Medien oraz polski Inovo Venture Partners.  Środki mają zostać przeznaczone na ekspansję w Stanach Zjednoczonych i Europie oraz przyspieszenie rozwoju technologii.

## Nagrody i wyróżnienia
W 2018 roku, Infermedica znalazła się w gronie pięciu finałowych firm programu akceleracyjnego InCredibles, którego inicjatorem jest Sebastian Kulczyk. Do konkursu zgłosiły się 302 firmy, z 34 krajów. Zwycięzcy otrzymali bezzwrotny grant w wysokości 50 tys. dolarów, oraz wzięli udział w spotkaniach z mentorami z Doliny Krzemowej czy ekspertami z Singularity University.
Firma odniosła również sukces w konkursach organizowanych poza Polską, m.in. zdobywając pierwsze miejsce dla startupów podczas HIMSS Europe & Health 2.0 Conference 2018 w Barcelonie

## Kontrowersje
Istnieją obawy przed stosowaniem w opiece zdrowotnej rozwiązań opartych na sztucznej inteligencji, takich jak rozwiązania oferowane m.in. przez Infermedica. Najczęściej podnoszone zarzuty obejmują wykorzystanie nieobiektywnych lub zafałszowanych danych w algorytmach, kwestie etyczne związane z wykorzystaniem danych pacjenta lub brak empatii i wrażliwości wobec pacjenta. Obecne są jednak także liczne przykłady tego, jak sztuczna inteligencja może wspomóc lekarza, a niektóre narzędzia oparte na sztucznej inteligencji mogą być pilotowane i bezpiecznie wdrażane do opieki zdrowotnej.